# ジェスチャー

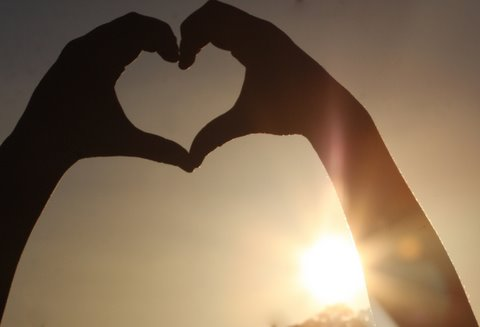
ハンドジェスチャーの一種（ハート）

ジェスチャー（英: gesture）とは、他の人に何かを伝えるためにする身振り手振りのこと。人間の意志の伝達方法として、言葉とともに頻繁に使用される。
また、国家による示威行動や象徴的な企業活動など、組織を主体としたメッセージ性のある行為を指して政治的ジェスチャーと表現することがある。

## 会話におけるジェスチャー
エクマンとフリーセンは会話中に行われる身体動作を次の5つに分類した。
1. エンブレム（表象）：ハンドサイン・ボディーランゲージなど、言葉の代わりになる動作。
2. 図解的動作：位置関係・大きさ・長さ・形の図解化や、文節・リズムなど発話の内容を理解しやすく補助するための動作。
3. 身体操作：壇上を叩く・水を飲む・「ろくろを回すポーズ[2]」など、言葉と共に行われる動作。無意識に行われる場合と、熱心さの伝達や聞き手の注意を引くなど演出の意味で行われる場合がある。
4. 情動表情表出：表情を使った会話の補助。無意識に行われる場合と意識して使用する場合がある。
5. レギュレーター（発話調整子）:相槌やアイコンタクトなど、会話の中断や続行を促す動作。

## ボディーランゲージとの違い
ボディーランゲージは文化的な約束事を知らないと理解できないことが多いが、ジェスチャーはそのような文化的知識の影響が少ない。ジェスチャーの方が、より原始的なコミュニケーション手段であると言えよう。
しかし、例外もある。例えば、頷く動作の意味がブルガリアと英語圏とでは逆である。これはジェスチャーに分類されるが、他民族の文化を知らないと意味合いが変わってきてしまう。また、英語圏と日本語圏では頷く動作の意味が否定疑問文に対する回答の場合に逆である。例えば「あなたは保菌者ではありませんね？」という否定疑問文に対して縦に頷けば、英語圏では「保菌者である」という意味になり、日本語圏では「はい（保菌者ではない）」という意味である、注意が必要である。（極性 (言語学)を参照）